# Уткино (посёлок станции, Ярославский район)
Уткино — поселок станции в Ярославском районе Ярославской области. Входит в состав Заволжского сельского поселения.

## География
Находится в восточной части Ярославской области на расстоянии приблизительно 20 км на север-северо-восток по прямой от станции Филино у железнодорожной линии Ярославль-Данилов.

## История
Станция Уткино была открыта в 1872 году. Название дано по соседней деревне.

## Население
Численность населения: 113 человек (русские 92 %) в 2002 году, 79 в 2010.